# Pim Veulings
Pim Veulings (1981) is een Nederlands danser, choreograaf en theaterregisseur.

## Biografie
Veulings studeerde af aan de Amsterdamse Hogeschool voor de Kunsten en was daarna als danser uitvoerende in verschillende producties van theaters in binnen- en buitenland, waaronder het Theatr Wielki Narodowa, Oper Köln, het Opera en Ballet Kunsthuis Vlaanderen en de Nationale Opera en Ballet Amsterdam.
Als choreograaf maakte Veulings in 2015 zijn eerste balletvoorstelling voor de Nederlandse Reisopera, Dance of the Furies. Sindsdien heeft hij voor de talloze producties de choreografie gemaakt. Vanaf 2018 is hij werkzaam aan de Codarts Hogeschool voor de Kunsten Rotterdam. In 2019 nam hij tijdens het productieproces van Annie de Musical de regie over van William Spaaij.
Veulings was in 2023 met Charlie and the chocolate factory genomineerd voor de Musical Award voor beste choreografie.

## Producties
Een selectie van producties waar Veulings als choreograaf en/of regisseur een bijdrage aan heeft geleverd:

### Choreografie
- Orphee et Eurydice (2015) - Nederlandse Reisopera
- Rent (2016) - DeLaMar Producties
- Il barbiere di Siviglia (2017) - Opera Zuid
- La traviata (2017)  - Nederlandse Reisopera
- Fiddler on the Roof (2017) - Stage Entertainment[4]
- Soof! De Musical (2018) -  RTL Live Entertainment en Cook a Dream
- Annie (2019) - Mark Vijn Theaterproducties[2]
- Igone de Jongh - I (2022) - Igone de Jongh
- Belle en het Beest (2022) - Het Balletorkest
- Barock (2022) - Ellen ten Damme[5]
- Charlie and the chocolate factory - Stichting Theateralliantie
- De man van La Mancha (2023) - Stichting Theateralliantie
- Idomeneo (2024) - Oper Köln[6]
- Onze Jordaan (2024) - Diederik Ebbinge (TEC Entertainment en de Theateralliantie)[7]
- La Bohème (2025) - Glyndebourne Opera Festival[6]

### Regie
- Annie (2019) - Mark Vijn Theaterproducties
- Barock (2022) - Ellen ten Damme
- L'Incoronazione di Poppea (2025) - Nederlandse Reisopera